# 戴爾·墨菲
戴爾·布萊恩·墨菲（英語：Dale Bryan Murphy，1956年3月12日—），為美國職棒大聯盟的外野手。

## 職業生涯
1976年9月13日，墨菲以捕手身分登上大聯盟。隔年他僅出賽18場比賽。1978年，墨菲轉型為一壘手。這年他的打擊率為2成26，並敲出23轟。
1980年，墨菲變成球隊的外野手。1982年，墨菲整年全勤出賽，他的打擊率為2成81，並敲出36轟與121分打點。這年他除了入選明星賽外，還囊括金手套獎、銀棒獎和國聯MVP等獎項。1983年，他一樣全勤出賽。該年他的打擊率為3成02，並擊出36轟與121分打點。他也跟去年一樣拿下金手套獎、銀棒獎和國聯MVP。
1982年至1985年間，墨菲每年都能全勤出賽，後面2年他也都在MVP票選上拿下前10名。他不僅連續5年拿下金手套獎、連續4年拿下銀棒獎，還成為球隊繼1957年的漢克·阿倫後，第一位拿下MVP的勇士球員。
1988年，墨菲的成績出現下滑。這年他的打擊率從去年的2成95下降到2成26。而他從1988年起再也沒能達成單季25轟。
1990年8月3日，墨菲被交易至費城人。而他在費城人的表現還算穩定，隔年他的打擊率為2成52，這也是他生涯末期唯一一次單季打擊率突破5成。1992年，他因為膝傷僅出賽18場比賽。這年他敲出2轟，使得他的生涯全壘打數來到398支。1993年春訓結束後，費城人釋出墨菲。而他也和洛磯隊簽下小聯盟合約。1993年5月27日，在洛磯隊出賽26場比賽的墨菲突然宣布退休。他也解釋到因為洛磯要重整25人名單，考量到墨菲身為一位聯盟資深老將，球隊希望他可以自行宣布退休而不是用被球隊釋出這種方式離開球隊。
總計墨菲的職棒生涯累積398轟，差2支就能進入400轟俱樂部。在他退休之時，他的生涯全壘打數排名全大聯盟史上第27名。

### 紀念
總計墨菲生涯一共敲出398轟與1266分打點，生涯打擊率為2成65。他也是大聯盟唯四位連續兩位獲MVP大獎的外野手之一。而且他還是這四位球員中最年輕就達成此成就的人。1983年，他加入了30-30俱樂部(單季敲出至少30支全壘打與30次盜壘成功)。1994年6月13日，勇士隊將他的3號球衣永久退休。1997年，墨菲入選了俄勒岡州與喬治亞州的運動名人堂。

## 生涯打擊數據
| 出賽次數 | 打席 | 打數 | 得分 | 安打 | 二安 | 三安 | 全壘打 | 打點 | 盜壘 | 保送 | 三振 | 打擊率 | 上壘率 | 長打率 | 守備率 |
| -------- | ---- | ---- | ---- | ---- | ---- | ---- | ------ | ---- | ---- | ---- | ---- | ------ | ------ | ------ | ------ |
| 2180     | 9041 | 7960 | 1197 | 2111 | 350  | 39   | 398    | 1266 | 161  | 986  | 1748 | .265   | .346   | .469   | .815   |

## 退休之後
1997年至2000年間，墨菲曾擔任耶穌基督後期聖徒教會的教會主席。
2005年，墨菲創立了我不作弊基金會(iWontCheat Foundation)。此基金會的宗旨在於跟年輕運動員提倡不作弊不施打藥物的重要性。2008年起，有參加世界少棒大賽的小球員都會在球衣袖子上繡上該基金會的標誌。
2012年球季，墨菲短暫加入勇士隊的播報員行列，並播報了幾場比賽。2013年經典賽，墨菲被選為美國隊的一壘指導教練。
2017年，墨菲在勇士主場Truist球場附近開了一家餐廳。目前他現居在猶他州的阿爾派。

## 個人生活
墨菲總共有8個孩子，其中兩個兒子Shawn和Jake都是美式足球球員。

## 外部連結
- 球員資訊和成績在MLB，ESPN，Baseball-Reference，Fangraphs（英文）
- 戴爾·墨菲在台灣棒球維基館上的頁面（繁體中文）